# El Portell (la Sentiu de Sió)
El Portell és una obra de la Sentiu de Sió (Noguera) inclosa a l'Inventari del Patrimoni Arquitectònic de Catalunya.

## Descripció
Dues arcades consecutives amb un espai al mig. Són construïdes amb petits carreuons lligats amb morter. A l'espai interior s'obren dues portes, d'arc de mig punt, probablement posteriors, que donen accés a dos habitatges que ocupen l'espai superior. Inicialment devia ser un pas entre la ciutadella i la vila closa que possiblement es tancava quan convenia. Actualment és un porxo que dona pas entre dos carrers.

## Història
La vila i el Castell de la Sentiu van ser conquerits per Ermengol IV d'Urgell a la campanya del Mascança i el 1143 començà la repoblació de la zona, època en què Ermengol atorgà el feu a Pere i Arnau Bernat.